# Ameiropsis reducta
Ameiropsis reducta är en kräftdjursart. Ameiropsis reducta ingår i släktet Ameiropsis och familjen Ameiridae. Inga underarter finns listade i Catalogue of Life.